# Trzęsów (województwo dolnośląskie)
Trzęsów (niem. Rostersdorf) – wieś w Polsce położona w województwie dolnośląskim, w powiecie polkowickim, w gminie Grębocice.

## Podział administracyjny
W latach 1975–1998 miejscowość administracyjnie należała do województwa legnickiego.

## Zabytki
Do wojewódzkiego rejestru zabytków wpisane są:
- kaplica grobowa Laskowskich, z 1735 r.
- park dworski, z końca XIX w.